# Соколов, Пётр Александрович
Соколов Пётр Александрович — протоиерей Русской православной церкви, магистр богословия, инспектор Смоленской духовной семинарии и ректор Тверской духовной семинарии.

## Биография
Родился в 1842 году в Тверской губернии. В 1864 году окончил Тверскую духовную семинарию. С 1864 по 1868 год проходил обучение в Московской духовной академии. После учёбы был перенаправлен преподавателем в Смоленскую духовную семинарию, где с 1877 года занимал должность инспектора. В 1878 году получил степень магистра богословия.
Определением Святейшего синода от 17 марта — 4 апреля 1881 года назначен на должность ректора Тверской духовной семинарии. В 1895 году, после смерти Василия Владиславлева, стал главным редактором журнала «Тверские епархиальные ведомости». В 1896 году Пётр Соколов назначен на должность председателя Тверского епархиального училищного совета. В 1899 году стал членом Тверской духовной консистории. С того же года начал служение в Тверском кафедральном Спасо-Преображенском соборе.